# Єнджеюв (Островецький повіт)
Єнджеюв (пол. Jędrzejów) — село в Польщі, у гміні Бодзехув Островецького повіту Свентокшиського воєводства.
Населення — 345 осіб (2011).
У 1975-1998 роках село належало до Келецького воєводства.

## Демографія
Демографічна структура на день 31 березня 2011 року:
|          | Загалом | Допрацездатний вік | Працездатний вік | Постпрацездатний вік |
| -------- | ------- | ------------------ | ---------------- | -------------------- |
| Чоловіки | 169     | 35                 | 109              | 25                   |
| Жінки    | 176     | 20                 | 112              | 44                   |
| Разом    | 345     | 55                 | 221              | 69                   |